# یوتی‌سی ۱۱:۳۰+

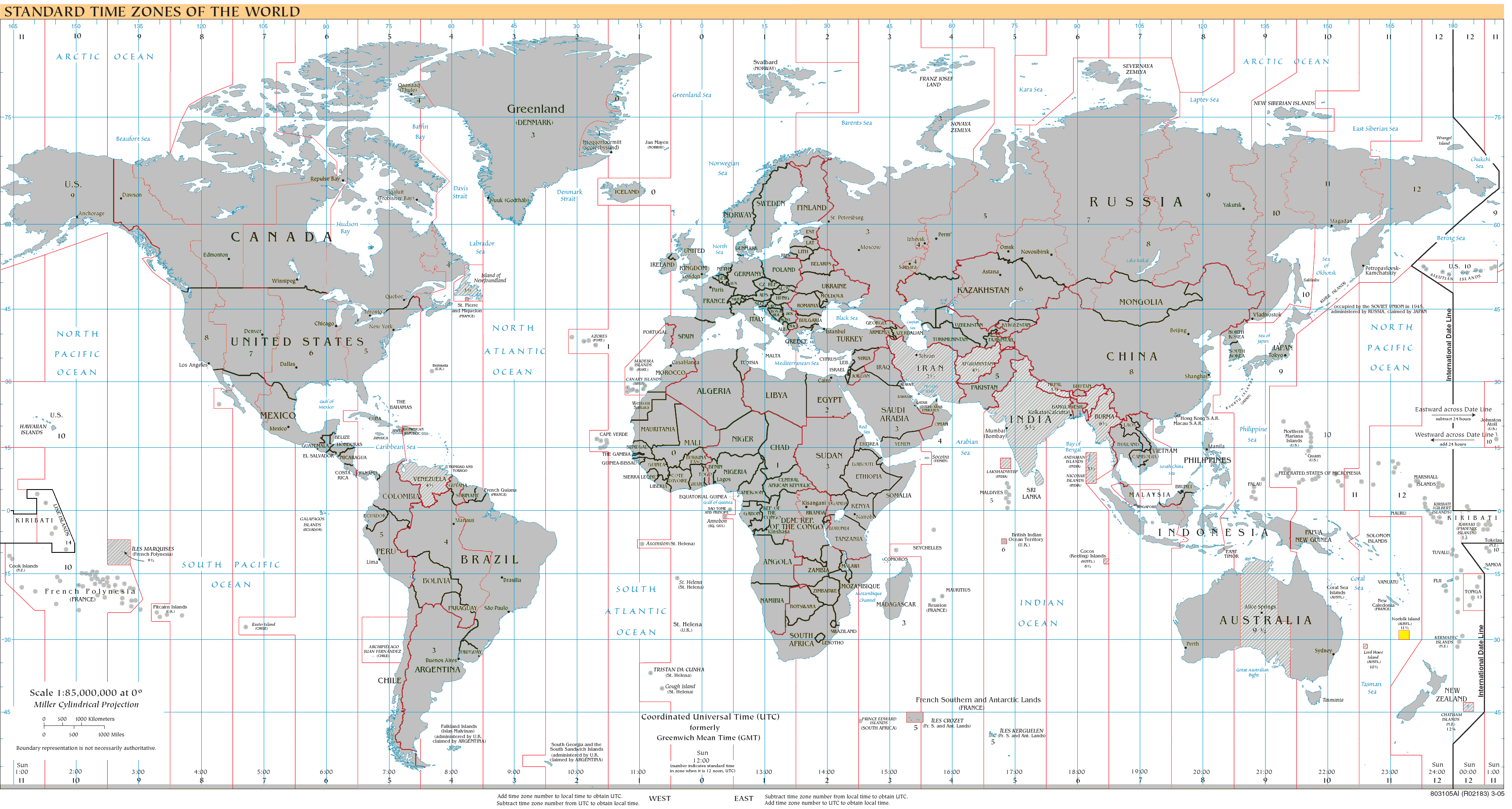
UTC+11:30: آبی (دسامبر), نارنجی (ژوئن), زرد (تمام سال), آبی روشن - محدوده دریا

هم‌اکنون زمان‌بندی گرینویچ به علاوه ۱۱:۳۰+ (به انگلیسی: UTC+11:30) برای اندازه‌گیری زمان کاربرد دارد.

## زمان استاندارد در تمام سال
- استرالیا
  - جزیره نورفک